# M19 GMC
M19 40mm Gun Motor Carriage – samobieżne działo przeciwlotnicze zbudowane na podwoziu czołgu M24 Chaffee i uzbrojone w podwójną armatę przeciwlotniczą 40 mm Bofors.

## Historia
Działa były głównie wysyłane podczas II wojny światowej do Europy.